# Czesław Czapliński (1904–1993)
Czesław Czapliński (ur. 25 sierpnia 1904 w Tajnie, zm. 27 października 1993 w Londynie) – oficer rezerwy Wojska Polskiego, działacz oświatowy na emigracji, minister Rządu RP na uchodźstwie, prezes Zrzeszenia Nauczycielstwa Polskiego Zagranicą (1966-1989).

## Życiorys
Jako ochotnik walczył w wojnie polsko-bolszewickiej, studiował etnologię i historię na Wydziale Humanistycznym Wolnej Wszechnicy Polskiej w Warszawie, równocześnie pracując jako urzędnik w Kuratorium Okręgu Szkolnego w Brześciu. Na stopień podporucznika został mianowany ze starszeństwem z 1 stycznia 1933 i 3321. lokatą w korpusie oficerów rezerwy piechoty. W 1934 posiadał przydział w rezerwie do 76 Pułku Piechoty w Lidzie.
Walczył w wojnie obronnej 1939, następnie był więziony w łagrze sowieckim. Z ZSRR wydostał się z Armią Andersa, służył jako kierownik referatu kultury i prasy 5 Kresowej Dywizji Piechoty i zastępca szefa Wydziału Kultury i Prasy 2 Korpusu Polskiego. Po II wojnie światowej pozostał na emigracji w Wielkiej Brytanii.
Należał do organizatorów polskiego szkolnictwa na emigracji, był wieloletnim członkiem władz Zrzeszenia Nauczycielstwa Polskich Zagranicą, od 1959 kierował sekcją społeczno-oświatową ZNPZ, od 1964 był wiceprezesem, od 1965 p.o. prezesa, od 1966 do 1989 prezesem ZNPZ, od 1970 redagował pismo „Wiadomości nauczycielskie”. Od 1975 był wykładowcą, a od 1979 kierownikiem Studium Pedagogicznego dla nauczycieli polskich. Należał także do władz Stowarzyszenia Polskich Kombatantów.
W latach 1949–1970 był członkiem Stronnictwa Ludowego „Wolność”. W 1970 został członkiem emigracyjnego Polskiego Stronnictwa Ludowego i członkiem jego Naczelnego Komitetu Wykonawczego. W lipcu 1971 wszedł w skład Egzekutywy Zjednoczenia Narodowego, odpowiadając za sprawy kultury. Po zjednoczeniu politycznym emigracji był członkiem kolejnych gabinetów Rządu RP na uchodźstwie, jako minister wyznań religijnych, oświaty i kultury w drugim rządzie Alfreda Urbańskiego (1974-1976), pierwszym (1976-1978) i drugim rządzie (1978-1979) Kazimierza Sabbata oraz minister oświaty i kultury w czwartym rządzie Kazimierza Sabbata (1984-1986) i pierwszym rządzie Edwarda Szczepanika (1986-1989). Z ramienia Polskiego Stronnictwa Ludowego zasiadał także w V Radzie Narodowej RP (1973-1977), a z nominacji Prezydenta w VII Radzie Narodowej RP (1983-1989). Był członkiem Polskiego Towarzystwa Naukowego na Obczyźnie.
14 lipca 1979 odznaczony przez prezydenta RP na uchodźstwie Krzyżem Komandorskim Orderu Odrodzenia Polski.

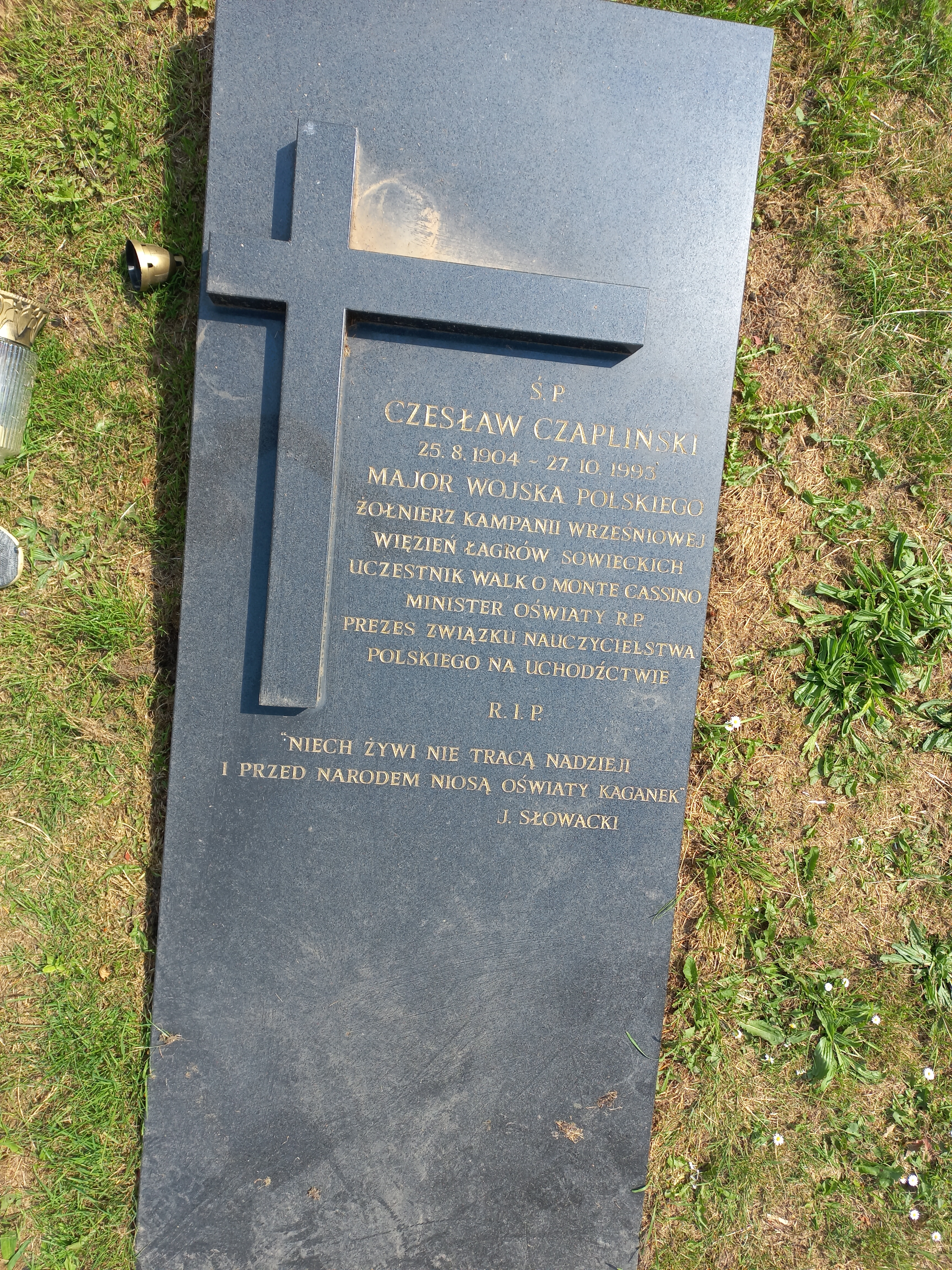
Grób Czesława Czaplińskiego

Pochowany na Gunnersbury Cemetery w Londynie (Sq. E, gr. 112).